# Le Puiset-Doré
Le Puiset-Doré est une ancienne commune française située dans le département de Maine-et-Loire, en région Pays de la Loire, devenue le 15 décembre 2015 une commune déléguée au sein de la commune nouvelle de Montrevault-sur-Èvre.

## Géographie
Ancienne commune angevine des Mauges, Le Puiset-Doré se situe au sud-est de Saint-Christophe-la-Couperie et au sud-ouest de Montrevault, sur les routes D 67 et D 92. Sa limite ouest jouxte le département de la Loire-Atlantique.

### Géologie et relief, hydrographie
Son paysage est composé principalement de bocage et de landes. Comme dans toute cette partie du sud Loire, on y trouve des argilières encore exploitées de nos jours pour l'industrie céramique des environs. La forêt de Leppo avance légèrement sur sa partie est.

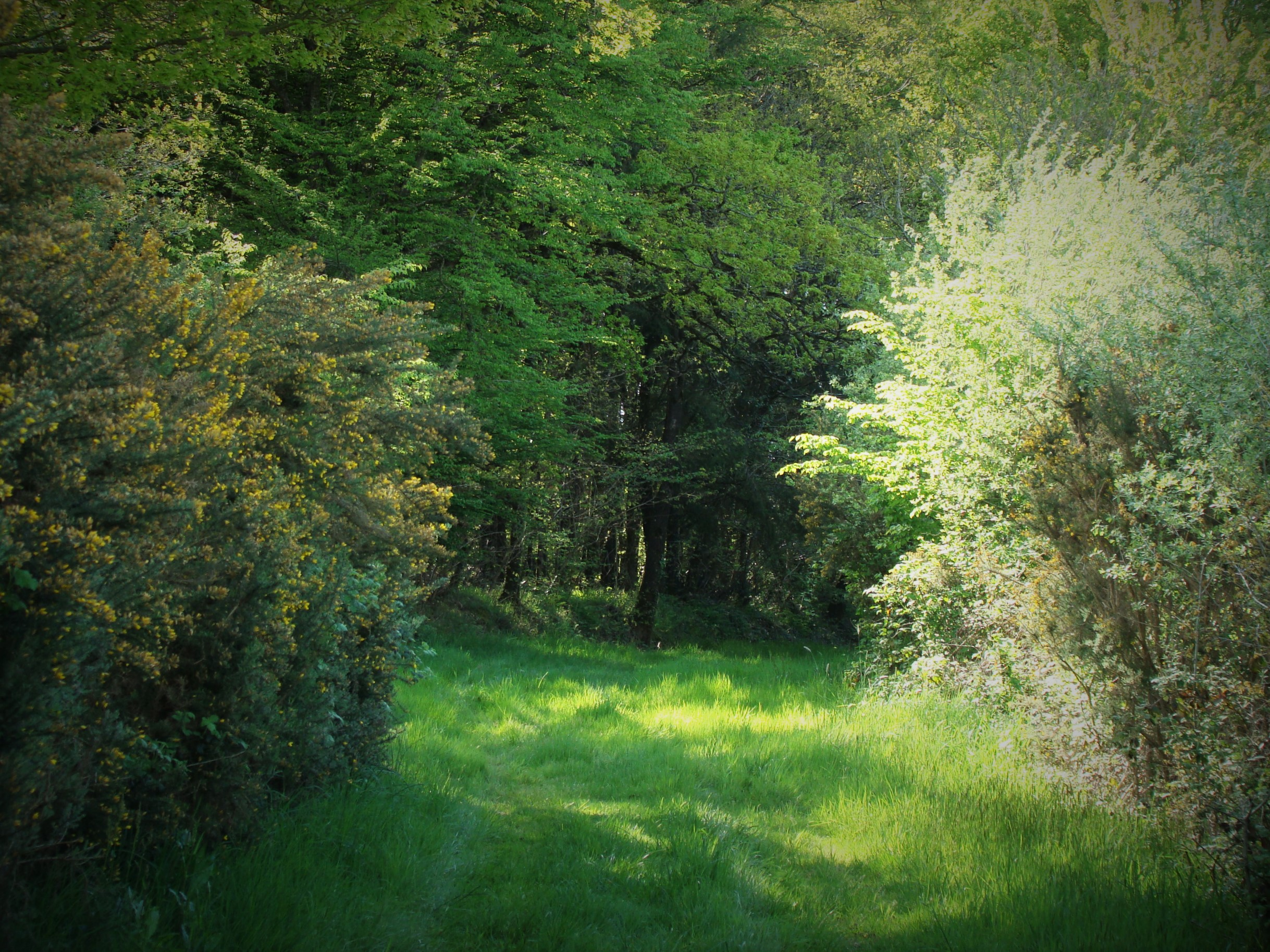
Sentier bocager au Doré.
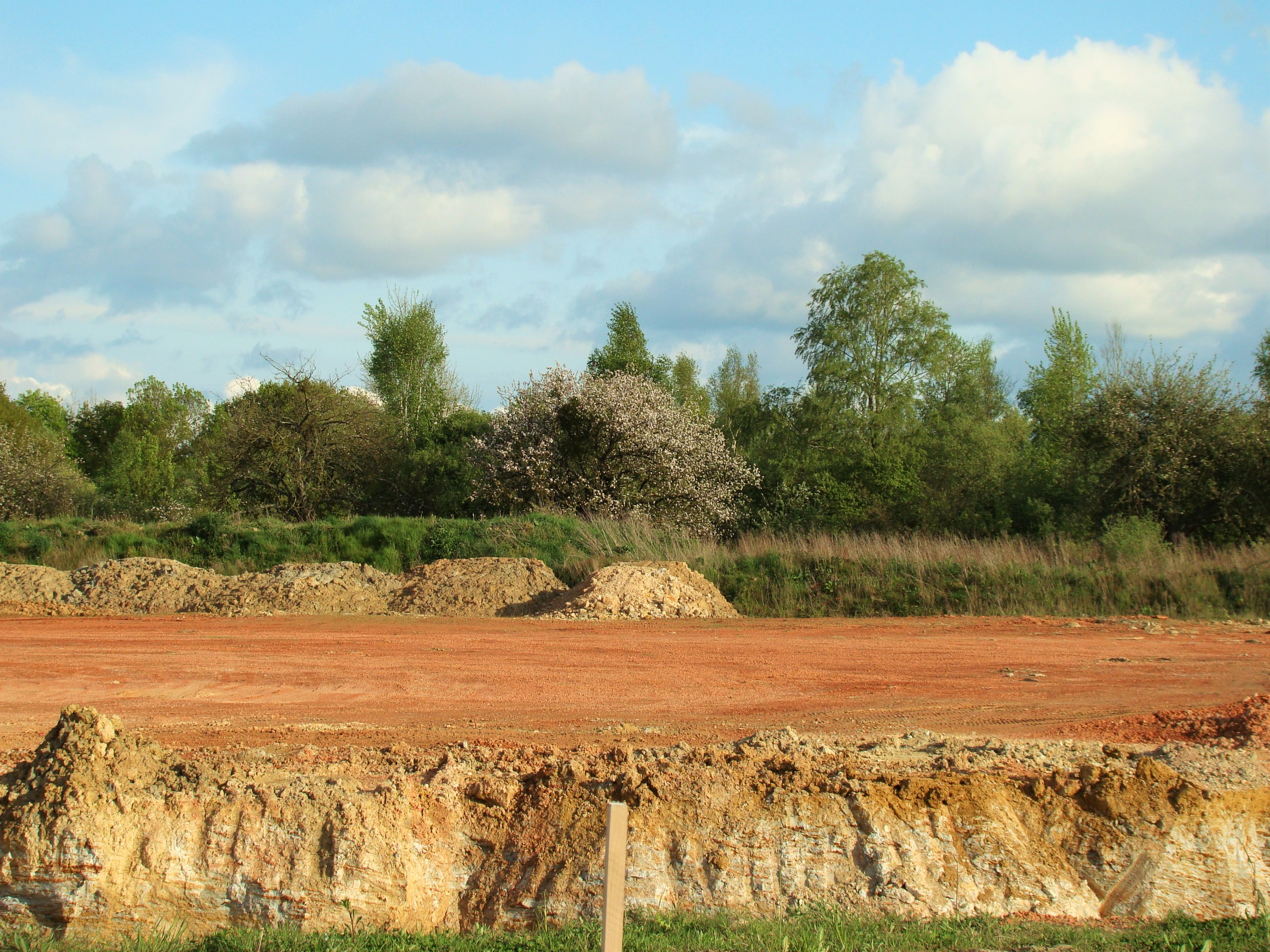
Argilière.
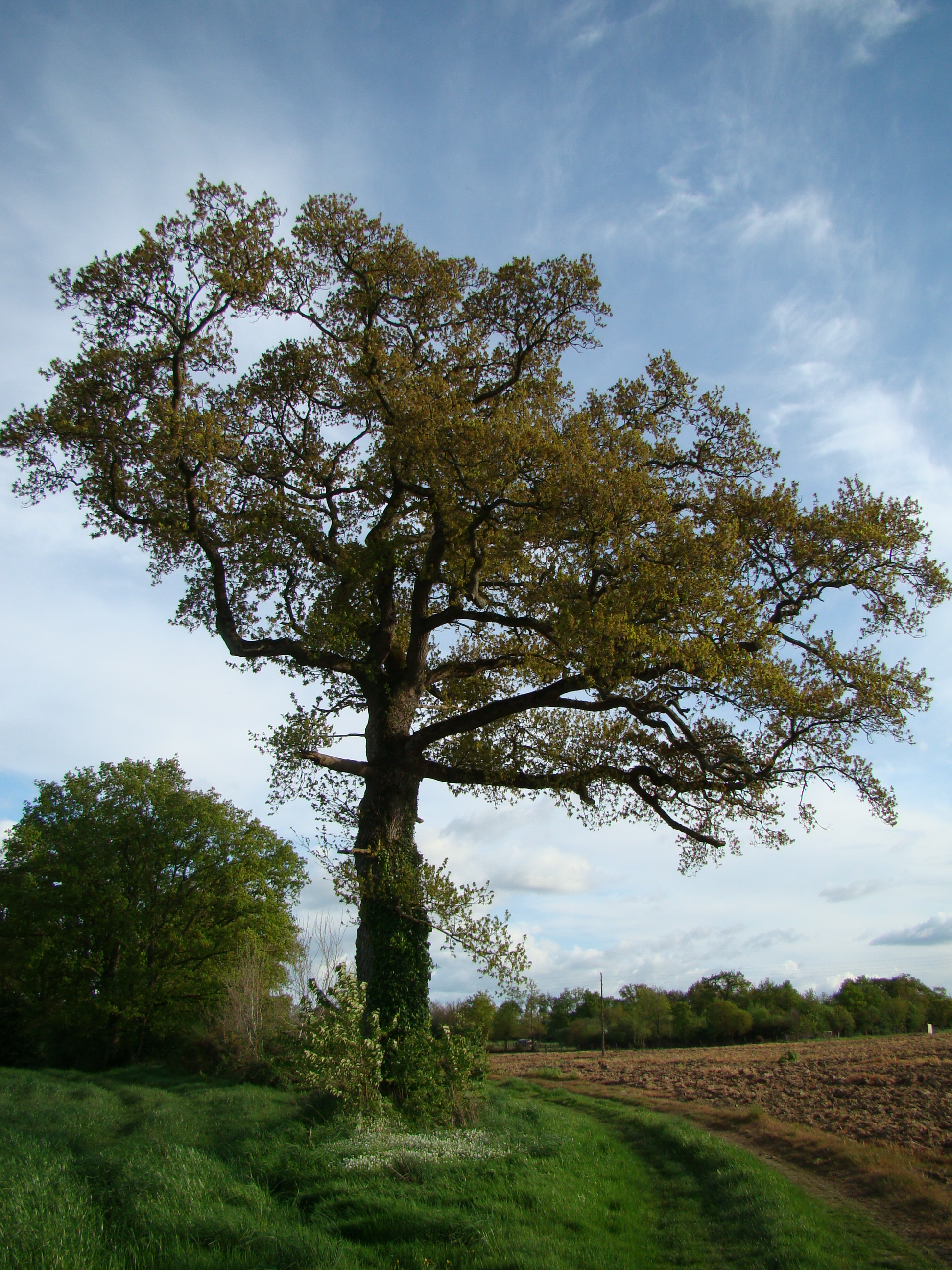
Chêne dans le bocage puiset-doréen.

### Hydrographie
C'est au nord de son territoire que la rivière la Divatte prend sa source. Le ruisseau de la Mocraisière marque la frontière avec Le Fuilet et Saint-Christophe-la-Couperie avant de se jeter dans la Divatte comme le ruisseau de La Lisière qui court intégralement sur le territoire communal. Le ruisseau de la Trézenne, affluent de l'Èvre, prend sa source au village des Epinettes en limite du Fuilet. Le bourg du Puiset, au sud, est traversé par le Verret.

## Urbanisme

### Morphologie urbaine
Le bourg du Puiset à (l'est) et le village des Gâtines (au nord) constituent les 2 principales zones urbanisées de ce territoire essentiellement rural.

### Habitat
En 2012, on trouvait 493 logements sur la commune du Puiset-Doré, dont 89 % étaient des résidences principales, pour une moyenne sur le département de 90 %, et dont 85 % des ménages en étaient propriétaires.

## Toponymie
Le nom composé de la commune a pour origine les noms de deux paroisses distinctes au XIe siècle : Puziacum et Doratum. Elles seront réunies au XIIe siècle.
L'étymologie du Puiset ferait référence aux petits puits de mines creusés sur son territoire pour l'extraction du fer. En effet, la présence de scories sur son sol trahit l'existence de telles installations,,. Le Doré quant à lui pourrait désigner la rivière ou la limite (orée) rappelant peut-être que ce territoire est historiquement placé sur la frontière entre Anjou et Bretagne.
Formes anciennes du nom :
- Pour Le Puiset, Puziacum en 1052-1082, Capella Puziatum en 1052-1082, Puterlus en 1614[8] ;
- Pour Doré, Doratum en 1032, Deaurata au XIe siècle[9] ;
- Pour Le Puiset-Doré, Le Puizet Doré en 1793, Le Puiset-Doré en 1801[12],[Note 1].

Nom des habitants : Les Puiset-Doréens.

## Histoire

### Préhistoire
Plusieurs objets de l'âge du bronze et du 1er âge du fer attestant d'une présence humaine ont été retrouvés sur le territoire du Puiset-Doré :
- une hache à talon de type breton (Le Buisson) ;
- une hache à rebord (Les Humeaux) ;
- un aiguisoir en grès (Les Gastines).

### Antiquité
La découverte sur son territoire de gisements de scories résultant de la transformation du minerai de fer et d'un fragment de tuile à rebord atteste d'une activité humaine à l'époque gallo-romaine. Les lieux alors couverts par la grande forêt du Lattay (dont subsistent les bois de Leppo, de Clérambault ou de La Foucaudière) étaient propices à la fabrication des fours de transformation du minerai qui nécessite une abondance de bois. L'exploitation minière du fer est confortée par le nom de champs s'y rapportant : la pièce des Forgettes, les Forgettes (entre Le Plessis-Bel-Air et La Pimpinière), la Noue des Forgettes, Ecobue de Moue des Forgettes, le pré de la Forge ou encore par l'étymologie même du nom de la commune.

### Moyen Âge
Au XIe siècle, les paroisses du Puiset et du Doré sont possédées en indivision probablement par les seigneuries du Petit-Montrevault et du Grand-Montrevault.

### Période révolutionnaire

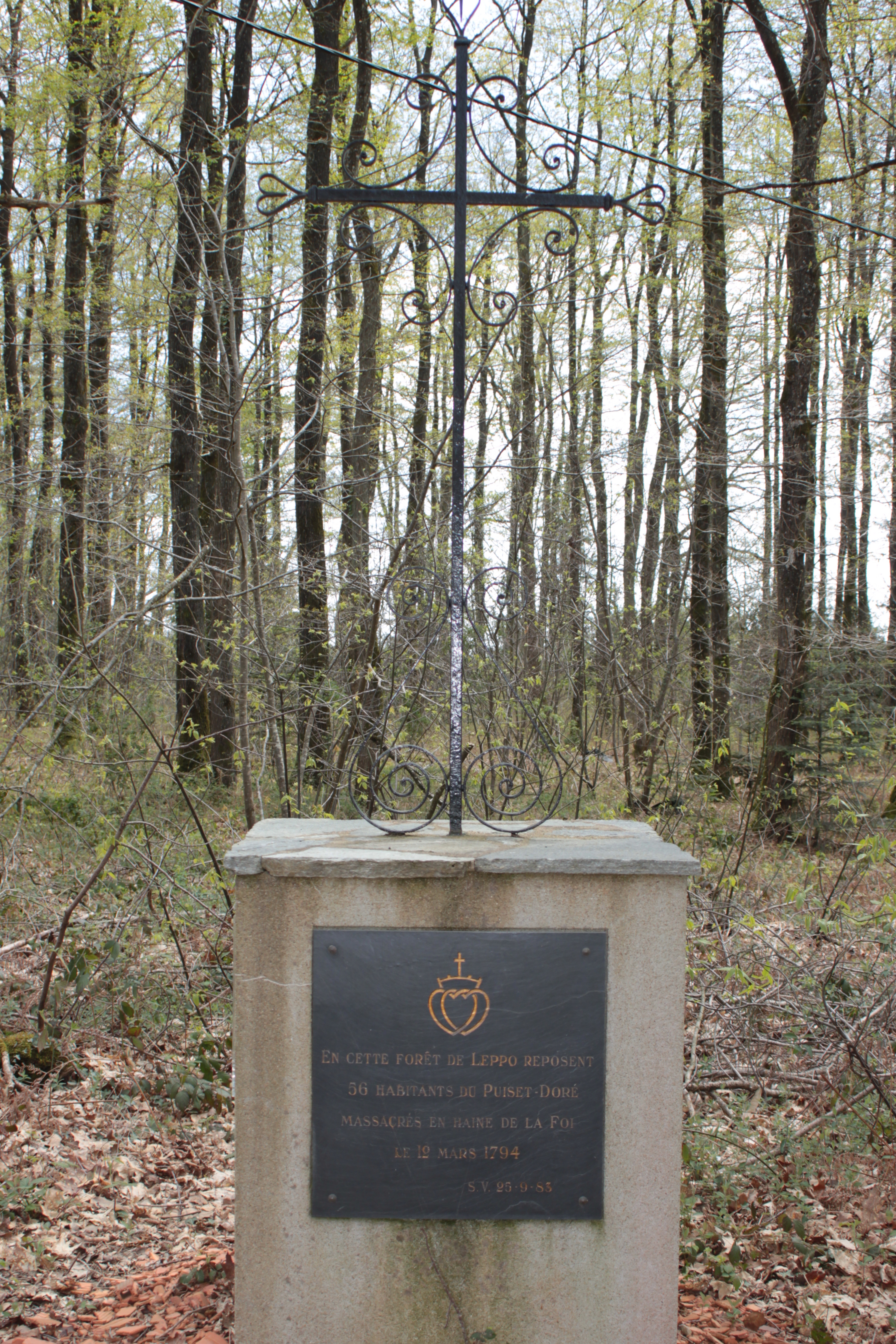
Croix aux 56 victimes puiset-doréennes des colonnes infernales du 12 mars 1794, forêt de Leppo.

Au début de l'année 1794, les habitants de la commune sont victimes des massacres perpétrés par les colonnes infernales envoyées par la Convention pour ravager la Vendée militaire. Une vingtaine sont tuées dans le bourg ou emportées pour être exécutées dans les communes voisines.
Le 12 mars 1794, les soldats mettent le feu au bois de Leppo par la route de Montrevault. Les habitants qui s'y étaient réfugiés prennent alors la fuite vers Villeneuve mais ils sont surpris par un autre groupe de Républicains. Cinquante-six habitants, dont des enfants, sont tués dans ce bois probablement aux côtés d'une cinquantaine d'autres habitants de la commune de Villeneuve aussi tués ce même jour.

### XXIesiècle
En 2014, un projet de fusion de l'ensemble des communes de l'intercommunalité se dessine. Le 6 juillet 2015, les conseils municipaux de l'ensemble des communes du territoire communautaire votent la création d'une commune nouvelle baptisée Montrevault-sur-Èvre pour le 15 décembre 2015, officialisée par arrêté préfectoral du 5 octobre 2015.

## Politique et administration

### Administration municipale

#### Administration actuelle
Depuis le 15 décembre 2015, Le Puiset-Doré constitue une commune déléguée au sein de la commune nouvelle de Montrevault-sur-Èvre et dispose d'un maire délégué.
| Période                                  | Période  | Identité     | Étiquette | Qualité |
| ---------------------------------------- | -------- | ------------ | --------- | --- |
| 15 décembre 2015                         | En cours | Laurent Hay, | DVD       | Professeur en établissement technique du secondaire, Adjoint au tourisme et au patrimoine de la commune de Montrevault-sur-Èvre (2015-2020) |
| Les données manquantes sont à compléter. |          |              |           | |

### Ancienne situation administrative

#### Intercommunalité
Jusqu'au 15 décembre 2015 la commune est membre de la communauté de communes Montrevault Communauté, elle-même membre du syndicat mixte Pays des Mauges. L'intercommunalité cesse d'exister à la création de la commune nouvelle de Montrevault-sur-Èvre et ses compétences lui sont transférées.

#### Autres circonscriptions
Jusqu'en 2014, Le Puiset-Doré fait partie du canton de Montrevault et de l'arrondissement de Cholet. Ce canton de Montrevault comporte alors les onze même communes que l'intercommunalité. Dans le cadre de la réforme territoriale, un nouveau découpage territorial pour le département de Maine-et-Loire est défini par le décret du 26 février 2014. La commune est alors rattachée au canton de Beaupréau, avec une entrée en vigueur au renouvellement des assemblées départementales de 2015.

## Population et société

### Évolution démographique
L'évolution du nombre d'habitants est connue à travers les recensements de la population effectués dans la commune depuis 1793. À partir du 1er janvier 2009, les populations légales des communes sont publiées annuellement dans le cadre d'un recensement qui repose désormais sur une collecte d'information annuelle, concernant successivement tous les territoires communaux au cours d'une période de cinq ans. 
Pour les communes de moins de 10 000 habitants, une enquête de recensement portant sur toute la population est réalisée tous les cinq ans, les populations légales des années intermédiaires étant quant à elles estimées par interpolation ou extrapolation. Pour la commune, le premier recensement exhaustif entrant dans le cadre du nouveau dispositif a été réalisé en 2006,.
En 2013, la commune comptait 1 182 habitants, en évolution de +7,75 % par rapport à 2008 (Maine-et-Loire : +3,3 %, France hors Mayotte : +2,49 %).
| 1793  | 1800  | 1806 | 1821  | 1831  | 1836  | 1841  | 1846  | 1851  |
| ----- | ----- | ---- | ----- | ----- | ----- | ----- | ----- | ----- |
| 1 238 | 1 104 | 991  | 1 238 | 1 227 | 1 259 | 1 268 | 1 315 | 1 368 |

| 1856  | 1861  | 1866  | 1872  | 1876  | 1881  | 1886  | 1891  | 1896  |
| ----- | ----- | ----- | ----- | ----- | ----- | ----- | ----- | ----- |
| 1 389 | 1 350 | 1 390 | 1 369 | 1 383 | 1 312 | 1 370 | 1 374 | 1 287 |

| 1901  | 1906  | 1911  | 1921  | 1926  | 1931  | 1936  | 1946  | 1954  |
| ----- | ----- | ----- | ----- | ----- | ----- | ----- | ----- | ----- |
| 1 247 | 1 254 | 1 239 | 1 073 | 1 059 | 1 098 | 1 042 | 1 002 | 1 012 |

| 1962  | 1968 | 1975 | 1982 | 1990 | 1999 | 2006  | 2011  | 2013  |
| ----- | ---- | ---- | ---- | ---- | ---- | ----- | ----- | ----- |
| 1 001 | 977  | 955  | 969  | 968  | 928  | 1 053 | 1 166 | 1 182 |

### Pyramide des âges
La population de la commune est relativement jeune. Le taux de personnes d'un âge supérieur à 60 ans (18,5 %) est en effet inférieur au taux national (21,8 %) et au taux départemental (21,4 %).
Contrairement aux répartitions nationale et départementale, la population masculine de la commune est supérieure à la population féminine (51,3 % contre 48,7 % au niveau national et 48,9 % au niveau départemental).
La répartition de la population de la commune par tranches d'âge est, en 2008, la suivante :
- 51,3 % d’hommes (0 à 14 ans = 20,9 %, 15 à 29 ans = 17 %, 30 à 44 ans = 26,3 %, 45 à 59 ans = 18,7 %, plus de 60 ans = 17 %) ;
- 48,7 % de femmes (0 à 14 ans = 21,2 %, 15 à 29 ans = 18,7 %, 30 à 44 ans = 22 %, 45 à 59 ans = 17,9 %, plus de 60 ans = 20,1 %).

| Hommes | Classe d’âge | Femmes |
| ------ | ------------ | ------ |
| 0,2    | 90 ans ou +  | 1,4    |
| 7,0    | 75 à 89 ans  | 7,6    |
| 9,8    | 60 à 74 ans  | 11,1   |
| 18,7   | 45 à 59 ans  | 17,9   |
| 26,3   | 30 à 44 ans  | 22,0   |
| 17,0   | 15 à 29 ans  | 18,7   |
| 20,9   | 0 à 14 ans   | 21,2   |

| Hommes | Classe d’âge | Femmes |
| ------ | ------------ | ------ |
| 0,4    | 90 ans ou +  | 1,1    |
| 6,3    | 75 à 89 ans  | 9,5    |
| 12,1   | 60 à 74 ans  | 13,1   |
| 20,0   | 45 à 59 ans  | 19,4   |
| 20,3   | 30 à 44 ans  | 19,3   |
| 20,2   | 15 à 29 ans  | 18,9   |
| 20,7   | 0 à 14 ans   | 18,7   |

### Enseignement
La commune dispose d'un regroupement pédagogique intercommunal des écoles privées Le Puiset-La Chaussaire dont les sections d'enseignement primaire sont réparties sur deux communes : Le Puiset-Doré, pour la maternelle et le cours préparatoire, et La Chaussaire, du  cours élémentaire 1re année au cours moyen 2e année.

### Culture et loisirs
On trouve plusieurs structure culturelles sur la commune : la bibliothèque A Doré Lire, du réseau de lecture publique de Montrevault-sur-Èvre, l'association socio-culturelle Évasion loisirs (théâtre, sorties et soirées organisées, foyer des jeunes), l'association culturelle Le Puiset de Culture et l'association Que P'Asso (organisation de concerts).

### Sports
Présence de plusieurs activités sportives sur la commune : Twirling club, Football club Fuilet Chaussaire, issu de la fusion de l'US Chaussaire Puiset-Doré et de l'Espoir fuiletais, Vélo club Puiset-Doréen, Karting club des Mauges.

### Manifestations culturelles et festivités
Manifestations sur la commune : séances de variétés (représentations théâtrales entre janvier et février), le Vide-Bouquins (vente au déballage de biens culturels - livres, bd, jeux de société, jeux vidéo...) le 3ème dimanche de novembre, la fête du Vélo en juin, concerts et festivals Que P'Asso en mars, juin et novembre.

## Économie
Sur 81 établissements présents sur la commune à fin 2010, 49 % relevaient du secteur de l'agriculture (pour une moyenne de 17 % sur le département), 6 % du secteur de l'industrie, 5 % du secteur de la construction, 36 % de celui du commerce et des services et 4 % du secteur de l'administration et de la santé. Trois ans plus tard, en 2013, sur les 69 établissements présents sur la commune, 35 % relevaient du secteur de l'agriculture (pour une moyenne de 12 % sur le département), 9 % du secteur de l'industrie, 6 % du secteur de la construction, 46 % de celui du commerce et des services et 4 % du secteur de l'administration et de la santé.

## Culture locale et patrimoine

### Lieux et monuments
- Château du Doré (XVIIIe siècle, privé), allée du château - Le Doré.
- Église Saint-Martin-de-Tours (1830), Le Doré.
- Église Saint-Christophe (1875), place de l'Abbé Orthion au Puiset[39].

On y trouve plusieurs objets inventoriés et classés : ciboire, calice, patène de la seconde moitié du XVIIIe siècle, dans l'église, coffret et ampoules aux saintes huiles du XVIIIe siècle dans l'église du Puiset.

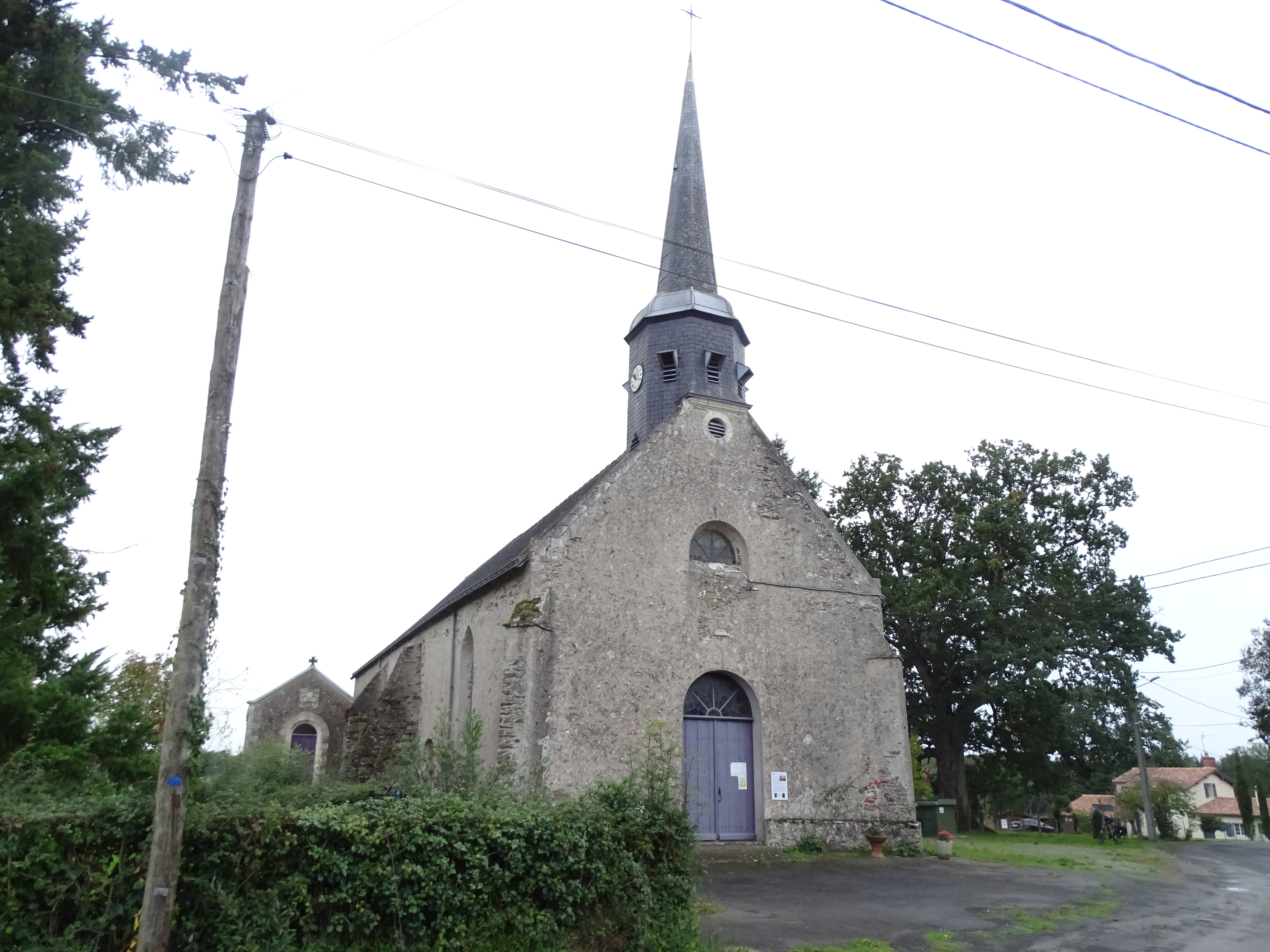
L'église Saint Martin du Doré.
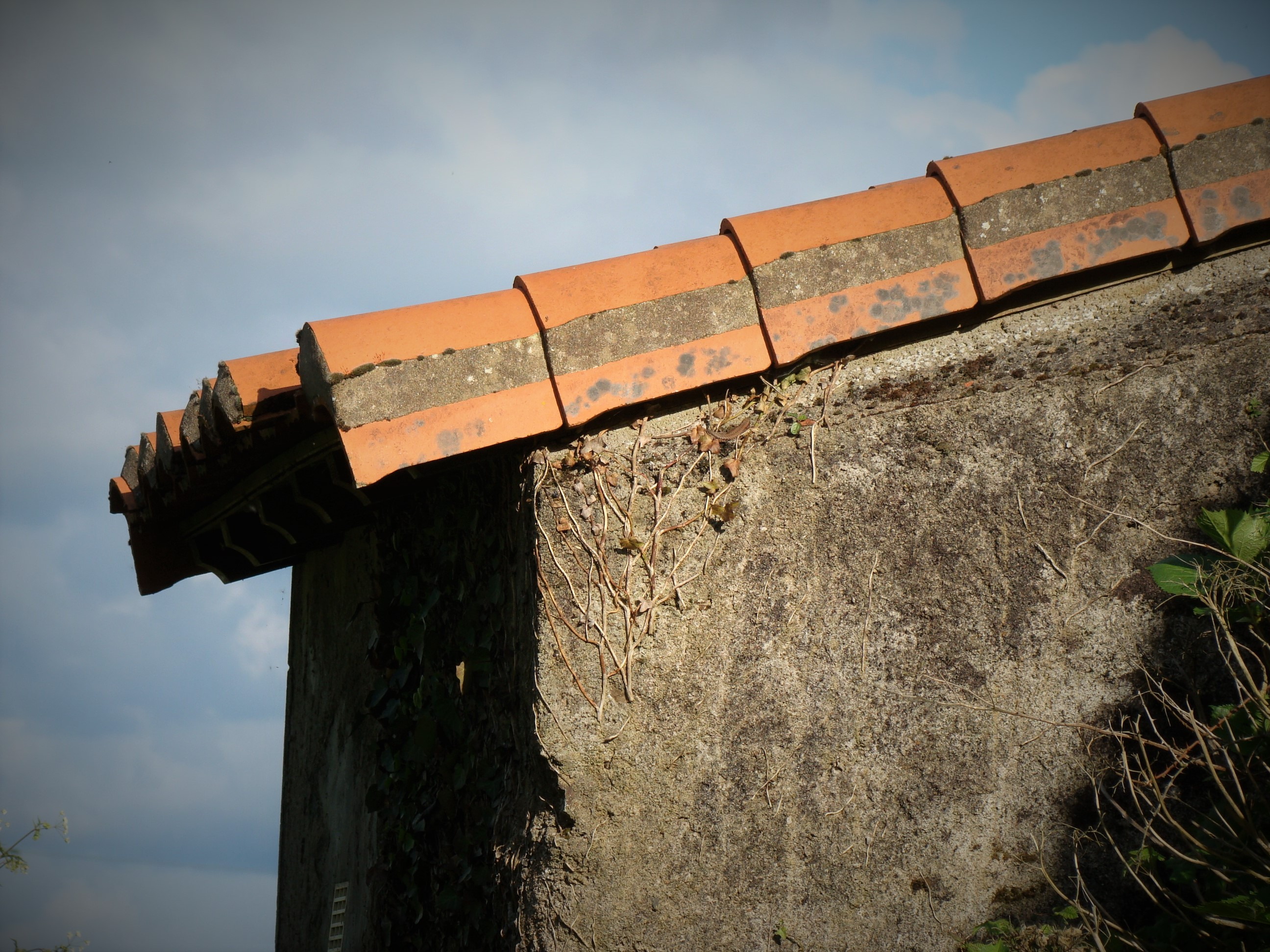
Toit de tuile typique du sud Loire.

### Personnalités liées à la commune
- Pierre Douillard, évêque de Soissons 1947-1963, né le 29 avril 1888 au Puiset-Doré.
- Alfred Poilane (1870-1950), archéologue, huissier à Montrevault, né et mort au Puiset-Doré.

### Héraldique
| Blason du Puiset-Doré | Parti : au premier de gueules au puits d'argent, au second de sinople à la fasce ondée d'or |

Le blason communal a été réalisé en 1996 par Yannick Burban.

#### Blason avec ornements
| Blason du Puiset-Doré avec ornements | Parti : au premier de gueules au puits d'argent, au second de sinople à la fasce ondée d'or ; l'écu entouré de deux gerbes de blé d'or ; devise : Le Puiset-Doré. Les deux partitions reflètent les deux villages du Puiset et du Doré. Le gueules rappelle les toitures de tuiles rouges typiques du sud de la Loire. Le puits d'argent symbolise l'origine probable du nom du Puiset qui proviendrait de l'exploitation de mines de fer. Le sinople illustre le caractère rural du Puiset-Doré. La fasce ondée d'or évoque la Divatte qui prend sa source au Doré. Les épis symbolisent l'agriculture, principale activité de la commune. |